# جارد غولدن
جارد غولدن (بالإنجليزية: Jared Golden)‏ هو عسكري وسياسي أمريكي، ولد في 25 يوليو 1982 في لويستون في الولايات المتحدة. نشط حزبياً في الحزب الديمقراطي. وقد انتخب عضو مجلس نواب مين.

## وصلات خارجية
- الموقع الرسمي